# Západní Německo na Zimních olympijských hrách 1988
Západní Německo na Zimních olympijských hrách 1988 reprezentovalo 90 sportovců (71 mužů a 19 žen) v 10 sportech.

## Medailisté
| Medaile | Jméno                                                | Sport              | Disciplína              |
| ------- | ---------------------------------------------------- | ------------------ | ----------------------- |
| Zlato   | Marina Kiehlová                                      | Alpské lyžování    | Ženy sjez               |
| Zlato   | Thomas Müller Hans-Peter Pohl Hubert Schwarz         | Severská kombinace | Družstvo mužů           |
| Stříbro | Frank Wörndl                                         | Alpské lyžování    | Muži slalom             |
| Stříbro | Christa Kinshofer-Güthlein                           | Alpské lyžování    | Ženy obří slalom        |
| Stříbro | Ernst Reiter Stefan Höck Peter Angerer Fritz Fischer | Biatlon            | Muži štafeta 4 x 7.5 km |
| Stříbro | Georg Hackl                                          | Saně               | Muži jednotlivci        |
| Bronz   | Christa Kinshofer-Güthlein                           | Alpské lyžování    | Ženy slalom             |
| Bronz   | Thomas Schwab Wolfgang Staudinger                    | Saně               | Muži dvojice            |